# Salmanasser I
Salmanasser I was koning van Assyrië van 1264 v.Chr.- 1235 v.Chr.
De Assyrische koning Salmanasser I veroverde het grootste deel van Mesopotamië.
Hij wist van wat onder Eriba-Adad I nog een vrij onbelangrijk vazalvorstendom van Mitanni geweest was een imperium van formaat te maken. Hij hervormde het bestuur en bouwde een aantal fortificaties. Hij versterkte hij de stadswallen en groef een 20 meter brede gracht eromheen. Hij noemt ook een aardbeving  die hem noopte herstelwerkzaamheden aan de tempel van Ishtar te plegen. Verder bouwde hij een nieuw paleis voor zichzelf, maar door latere bouw op dezelfde plek is daar niet veel van over. Hij bouwde echter zelfs een nieuwe stad Tar-Tukulti-Ninurta, zo'n drie kilometer ten noorden van Assur, die korte tijd de nieuwe hoofdstad werd. 
Hij hield een veldtocht tegen de noorderburen van Urartu en tegen de Guti die goed wisten te plunderen. Vervolgens richtte hij zich tegen de Hurri vorsten van Hanigalbat in het westen. Zij waren lange tijd bondgenoten geweest, maar stonden nu onder Hettitische invloed. De vorsten werden vervangen door een Assyrische gouverneur en er werden Assyrische kolonisten naar het gebied gestuurd. Archeologische vondsten op plaatsen als Tell Sabi Abyad laten dat goed zien. De eliminatie van de laatste resten van het oude Mitanni rijk is mogelijk wat Egypte en de Hettieten ertoe bracht om eindelijk tot een vergelijk te komen.  Salmanasser trachtte zijn koninkrijk erkend te doen worden als een van de grootmachten van zijn tijd. 
De groeiende macht van Assyrië was een bedreiging van beider invloed op de Syrische politiek. Onder de bondgenoten van Hanigalbat worden zowel de Hettieten als de Ahlamu genoemd. De laatsten waren mogelijk een groep die verwant was aan de Arameeërs die in later eeuwen een grote rol zouden spelen in de geschiedenis van Mesopotamië.
Er is een brief van de Hettitische koning Hattusili III (waarschijnlijk zijn tijdgenoot) bekend waarin deze zijn verbolgenheid uitdrukt dat een Assyrische koning het gewaagd had hem als 'broeder' (lees: gelijke) aan te schrijven. Mogelijk was Salmanasser (of zijn opvolger) de schrijver. Uiteindelijk zou Assyrië zich inderdaad deze positie verwerven. Er waren in deze tijd waarschijnlijk ook contacten met de westelijke buren van de Hettieten zoals Arzawa en Ahhiyawa, bedoeld om de druk op het Hettitische hof te vergroten.
Ook in het zuiden verschoof het politieke evenwicht in Assyrië's voordeel, omdat Elam na vier eeuwen nauwelijks een rol gespeeld te hebben weer in opkomst was. Dit was een welkome bondgenoot in de rivaliteit met erfvijand Babylon (Kar-Duniash).  Hij werd opgevolgd door zijn zoon Tukulti-Ninurta I.